# Aeródromo de Pedro Luro
El Aeródromo de Pedro Luro es un aeropuerto ubicado 5 km al norte de la ciudad de Pedro Luro, Provincia de Buenos Aires, Argentina.